# پیتر هیرش
پیتر هیرش (انگلیسی: Peter Hirsch؛ زادهٔ تاریخ درست نیست٫ سال باید ۴ رقم داشته باشد٫ (برای سال‌های پیش از هزار، صفر بیفزایید٫)٫ (خطا: نیازمند سال، ماه، روز معتبر سال)) یک دانشمند در زمینه دانش مواد اهل بریتانیا است.
وی همچنین برنده جوایزی همچون نشان زرین لومونسف شده است.